# George Constantinescu
George "Gogu" Constantinescu (Craiova, 4. listopada 1881. – Oxen House, 11. prosinca 1965.), rumunjski znanstvenik, inženjer i izumitelj, vlasnik više od 130 patenata i otac Sonične teorije o prijenosu mehaničke energije putem vibracija, jedan od pionira na području mehanike kontinuuma te jedan od najvećih rumunjskih znanstvenika uopće.
Velik utjecaj na njegov izumiteljski i znanstveni rad ostavio je otac George, profesor inženjerstva i matematike na pariškoj Sorbonni. Iako rođen i odrastao u Rumunjskoj, Constantinescu se još 1912. preselio u Ujedinjeno Kraljevstvo, gdje je i osmislio i patentirao svoje najpoznatije izume, među kojima se ističe i njegov automobil bez kvačila i kočnice, koji se usmjerava i kontrolira putem sudarivača.
Projektirao je betonski most u Bukureštu, kao i džamiju u Constanţi te nekoliko željezničkih mostova u Engleskoj. Patentirao je i željeznički motorni vagon, kao i nekoliko cestovno-željezničkih vozila.
Počasni je član Rumunjske akademije znanosti.